# Pi Persei
Pi Persei (π Per) es una estrella en la constelación de Perseo. Es también conocida con el nombre tradicional de Gorgonea Secunda, la segunda estrella de la Gorgona en referencia al mito de Perseo, que sostiene la cabeza de la Gorgona.
Pi Persei tiene una magnitud aparente de +4.7 y su clase espectral es A2V, identificándose como una estrella de color blanco. La estrella está a unos 362 años luz de distancia.
En la constelación de Perseo se encuentran cuatro estrellas gorgonas en relación con el mito de Perseo cuyos nombres son: Algol o Gorgonea Prima correspondientes a la estrella marcada con la flecha, β persei. Y otras gorgonas, como la gorgona segunda, π persei. La gorgona tercera, ρ persei, y la gorgona cuarta, ω persei. Aunque hay cuatro "estrellas gorgonas", la tradición mitológica helénica sólo identifica a tres: Medusa -Beta persei-, la única mortal, y Esteno y Euríale, que son inmortales; no existe una cuarta gorgona.